# 河東節
河東節（かとうぶし）は浄瑠璃の一種。また古曲の一つ。重要無形文化財（1993年4月15日指定）。
江戸半太夫（半太夫節の創始者）の門下である江戸太夫河東（1684年～1725年）が、享保二年（1717年）に十寸見 河東（ますみ かとう）を名乗って創始した。代表的な江戸浄瑠璃のひとつである。
初期には半太夫節に式部節などを加味した語り口を持味にし、庶民からひろく支持された浄瑠璃であったが、後には豊後節や常磐津節によって人気を奪われ、このため豊後節禁止を幕府に働きかけるなどの策を弄したことでも知られる。江戸中期以降は人気、歌舞伎の伴奏音楽の地位をともに奪われ、主にお座敷での素浄瑠璃として富裕層に愛好された。特に吉原との関係は深く、二代目（？～1734）、三代目（？～1745）の河東は吉原に暮らし、初代、二代、三代の蘭洲は妓楼の主であったといわれる。
三味線は細棹を用い、語り口は豪気でさっぱりしていて「いなせ」である。後に山田流箏曲に影響を与えた。
重要無形文化財保持者（人間国宝）に認定されているのは
浄瑠璃　山彦節子、
三味線　山彦千子　である。

## 助六
→ 詳細は「助六」の記事を参照。
歌舞伎にはさまざまな流派の浄瑠璃が用いられるが、今日この河東節を使うのは『助六由縁江戸桜』（すけろく ゆかりの えどざくら）ただ一作においてのみとなっている。
享保十八年 (1733) に市村座で『助六』の前身である『英分身曾我』（はなぶさ ぶんしん そが）』が上演された際、その「出端の唄」の曲名が「所縁江戸櫻」（ゆかりの えどざくら）だった。この唄はこれ以後、市村座の座元である代々の市村羽左衛門がこの市村座で助六を演じるときのみにしか使われないようになる。これが宝暦年間 (1751～63) になるともっぱら代々の市川團十郎がこれを使うようになり、七代目市川團十郎の化政期にはとうとうこの河東節の「所縁江戸櫻」が成田屋市川宗家の専売特許のような扱いを受けるまでになってしまった。このため他家が『助六』を上演するときは成田屋に遠慮して、この「出端の唄」を半平太節・常磐津節・清元節そして長唄などに書き替えたもので行うようになる。そして「出端の唄」の曲名に準じて、演目の外題も変わるという、独特の慣習が成立したのである。
助六を勤める役者と、その演目の本外題、および「出端の唄」の浄瑠璃形式は以下の通り：
| 通称          | 本外題                                      | 出端の唄   | 流派     | 助六を勤める役者                 |
| ------------- | ------------------------------------------- | ---------- | -------- | -------------------------------- |
| すけろく 助六 | すけろく ゆかりの えどざくら 助六所縁江戸櫻 | 所縁江戸櫻 | 河東節   | 成田屋・市川團十郎及び市川海老蔵 |
| すけろく 助六 | すけろく くるわの えどざくら 助六曲輪江戸櫻 | 曲輪江戸櫻 | 長唄     | 高麗屋・松本幸四郎               |
| すけろく 助六 | すけろく くるわの ももよぐさ 助六曲輪菊     | 曲輪菊     | 清元節   | 音羽屋・尾上菊五郎               |
| すけろく 助六 | すけろく くるわの はつざくら 助六曲輪初花櫻 | 曲輪初花櫻 | 長唄     | 松嶋屋・片岡仁左衛門             |
| すけろく 助六 | すけろく さくらの ふたえおび 助六櫻二重帯   | 櫻二重帯   | 常磐津節 | 大和屋・坂東三津五郎             |
| すけろく 助六 | すけろく くるわの いえざくら 助六曲輪澤瀉櫻 | 曲輪澤瀉櫻 | 長唄     | 澤瀉屋・市川猿之助               |

## 主な曲目
- 松の内（まつのうち）
- きぬた（半太夫節より移曲）
- 式三献神楽獅子（しきさんごんかぐらじし。「神楽獅子」とも）
- 隅田川舟の内（すみだがわふねのうち。「舟の内」とも）
- 児桜竹馬の鞭（ちごさくらたけうまのむち。「竹馬の鞭」とも）
- 江の島（えのしま）
- 灸すゑ巌の畳夜着（きゅうすえいわおのたたみよぎ。「灸すえ」とも）
- 一瀬川（ひとせがわ）
- 傾城水調子（けいせいみずちょうし。「水調子」とも）
- 濡扇（ぬれおうぎ）
- 乱髪夜編笠（みだれがみよるのあみがさ。「夜の編笠」「白さぎ」とも）
- 助六廓家桜（すけろくくるわのいえざくら。「家桜」とも）
- 恋桜反魂香（こいざくらはんごんこう。「恋桜」とも）
- 助六所縁江戸桜（すけろくゆかりのえどざくら。「助六」とも）
- 筆始四季探題（ふではじめしきのたんだい。「探題」とも）
- 常陸帯花の柵（ひたちおびはなのしがらみ。「常陸帯」とも）
- 道成寺（どうじょうじ）
- 源氏十二段浄瑠璃供養（げんじじゅうにだんじょうるりくよう。「十二段」とも）
- 七重八重花の栞（ななえやえはなのしおり。「花の栞」とも）
- 七草（ななくさ）
- 汐汲里の小車（しおくみさとのおぐるま。「汐汲」とも）
- 秋の白膠木（あきのぬるで。「白膠木」とも）
- 江戸鴬（えどうぐいす）
- 松竹梅（しょうちくばい。「老松」とも）
- 橋弁慶（はしべんけい）
- 邯鄲下の巻（かんたんげのまき。「邯鄲」とも）
- 廓八景（くるわはっけい）
- 弓始（ゆみはじめ）
- 御祭礼花くらべ（ごさいれいはなくらべ。「花くらべ」とも）
- 東山掛物揃（ひがしやまかけものぞろえ。「掛物」とも）
- 宗盛花見の段（むねもりはなみのだん。「熊野（ゆや）」とも）
- 霞の島台（かすみのしまだい。「島台」とも）
- 葵の上（あおいのうえ）
- 秋の霜（あきのしも）
- 玉菊（たまぎく）
- 山姥（やまんば）
- 奥の細道（おくのほそみち）
- 翁（おきな。半太夫節より移曲）
- 三番叟（さんばそう。半太夫節より移曲）
- 蝉丸笠の段（せみまるかさのだん。「蝉丸」とも。半太夫節より移曲）
- 鑓踊（やりおどり。半太夫節より移曲）
- 浮世傀儡師（うきよかいらいし。「傀儡師」とも。外記節より移曲）
- 太平住吉踊（たいへいすみよしおどり。「住吉」とも。外記節より移曲）